# COVID-19-Pandemie in Südafrika
|                        |                       |
| Krankheit:             | COVID-19              |
| Krankheitserreger:     | SARS-CoV-2            |
| Ursprung:              | Wuhan (China)         |
| Erster bekannter Fall: | 5. März 2020          |
| Erster Fall in:        | Hilton, KwaZulu-Natal |
| Bestätigte Fälle:      | 2.311.232             |
| Todesfälle:            | 67.676                |
| Quelle:                | [ 1 ]                 |
| Letztes Update:        | 20. Juli 2021         |

Die COVID-19-Pandemie in Südafrika ist ein regionales Teilgeschehen der weltweiten COVID-19-Pandemie. Ursache ist das Ende 2019 neu aufgetretene Virus SARS-CoV-2 aus der Familie der Coronaviren. In Südafrika zur Jahresmitte 2020 die erste COVID-Welle, um den Jahreswechsel 2020/2021 die zweite, im Spätsommer 2021 die dritte und seit Anfang Dezember 2021 eine von der Omikron-Variante verursachte Welle (siehe Grafiken unten). Silvester 2021 äußerte die Regierung, die Höhepunkt dieser Welle sei überschritten. Die Zahl der Neuinfektionen in Südafrika war in zuvor um fast 30 Prozent im Vergleich zur Vorwoche gesunken und die Zahl der Krankenhauseinweisungen wegen COVID war in acht der neun Provinzen rückläufig. Die Regierung hob zu Silvester die seit fast zwei Jahren geltende nächtliche Ausgangssperre und weitere Einschränkungen des öffentlichen Lebens auf.

## Situation
Südafrika, ein Land mit rund 60 Millionen Einwohnern, hat infolge eines jahrzehntelangen Bevölkerungswachstums eine Bevölkerung mit einem Altersmedian von rund 27 Jahren.
Am 18. Dezember 2020 meldete das Gesundheitsministerium Südafrikas eine mutierte Variante des Corona-Virus SARS-CoV-2.
Die Variante treibe möglicherweise die zweite Welle der COVID-19-Pandemie in Südafrika an und verbreite sich schneller als andere bisher grassierende Stämme des Virus.
Auf dem Höhepunkt der zweiten Infektionswelle Anfang Januar 2021 wurden fast 20.000 Neuinfektionen in einer Woche registriert; vier Wochen später waren es noch etwa 4.000.
Ende Februar 2021 hob die Regierung fast alle Ausgangsbeschränkungen auf.

## Verlauf und Begleiterscheinungen
Der erste Fall in Südafrika wurde am 5. März 2020 gemeldet. Am 15. März rief Staatspräsident Cyril Ramaphosa den Katastrophenzustand aus, die Vorstufe des nationalen Notstands. Am 23. März überholte Südafrika laut offizieller Statistik Ägypten als am stärksten betroffener Staat Afrikas, wo das Virus schon Mitte Februar nachgewiesen worden war.
Am 23. März wurden die Bergwerke für drei Wochen stillgelegt. Am selben Tag verhängte Ramaphosa eine nationale Ausgangssperre ab dem 26. März.
Mehr als 17.000 Menschen wurden allein nach einer Woche Ausgangssperre wegen Verstößen gegen eben jene verhaftet. Die parlamentarische Oppositionspartei Democratic Alliance (DA) nahm Berichte über in sozialen Medien kursierende Videos von gewaltsamen Übergriffen bewaffneter Kräfte gegenüber Zivilisten zum Anlass, den südafrikanischen Militärombudsmann Vusi Masondo zur Klärung dieser Vorgänge aufzufordern. Der DA-Abgeordnete Kobus Marais bezeichnete diese Vorfälle als inakzeptabel und verurteilte sie scharf; sie griffen in Grundrechte ein und seien eine Verletzung des Mandats der Streitkräfte. Ein Gespräch zwischen Marais und Armeechef Mannetjies de Goede erbrachte die Zusage, dass es eine diesbezügliche Untersuchung geben werde. Es wurde gefordert, das an Unrechtshandlungen beteiligte SANDF- und SAPS-Personal zur Rechenschaft zu ziehen. Marais erklärte zudem, dass die Sperrvorschriften einzuhalten seien und bei Verletzungen mit Konsequenzen gerechnet werden müsse. DA-Sprecher und Oppositionsführer im Parlament John Steenhuisen forderte die Errichtung eines parlamentarischen Ad-hoc-Ausschusses, der eine kontinuierliche Aufsicht über die Regierung und ihre Institutionen zur Einhaltung der Bürgerrechte im Land und den Schutz der Rechtsstaatlichkeit während der Corona-Sonderregelungen führt.
 Ein 55-jähriger Mann starb an einem Herzstillstand, nachdem er von Polizisten beim Einkauf von Alkohol geschlagen worden sei. Nach Auskunft des Independent Police Investigative Directorate (deutsch etwa: „Unabhängiges Polizeibeobachtungs-Direktorat“) stehen Anfang April 2020 drei Todesfälle unter Polizeieinwirkung zur Untersuchung an. Anonymen Aussagen aus Polizeikreisen zufolge ist der Polizeiapparat frustriert, weil es anhaltende Unklarheiten gibt, wie mit den Zivilisten verfahren werden soll, die sich nicht an die Sperrvorschriften halten. Jede Woche würden die Anweisungen geändert, beispielsweise für den Taxibetrieb. Zudem gebe es aus einigen Ministerien untereinander unabgestimmte Ansagen. „Wir müssen das Gesetz schwarz auf weiß durchsetzen. Die Menschen hören nicht zu, sie glauben nicht, dass dieser Virus sie befallen wird, und sie laufen überall herum“, berichtete ein Polizeimitarbeiter dem Mail & Guardian.
Präsident Ramaphosa verkündete am 28. März 2020, dass an 35 der insgesamt 53 landseitigen Grenzübergänge der Grenzverkehr vorübergehend eingestellt werde. Ende März 2020 wurde mit dem Bau eines Grenzzaunes am Grenzübergang Beitbridge nach Simbabwe begonnen. Patricia de Lille, Ministerin für öffentliche Arbeiten und Infrastruktur, hat dieses Bauvorhaben als eine Maßnahme gegen die Ausbreitung des Coronavirus in Südafrika dargestellt.
Nach überarbeiteten Notstandsregelungen vom 2. April 2020 gemäß der Verordnung der Ministerin für kooperative Regierungsführung und traditionelle Angelegenheiten Nkosazana Dlamini-Zuma sind Begräbnisse unter Beteiligung der nächsten Angehörigen erlaubt. Die Anreise auch über Provinzgrenzen hinweg ist zulässig, die Gruppengröße der Trauergesellschaften wurde auf 50 Personen limitiert. Wenige Tage später wurde der Notstand bis Ende April verlängert. Weiterhin unzulässig war das Verlassen des Hauses etwa zum Jogging oder mit Hunden; verboten war auch der Verkauf von Alkohol und Tabakwaren. Die DA warnte angesichts der Verlängerung vor einer wirtschaftlichen Katastrophe.
Mitte April nahmen mehrere Bergbaubetriebe die Produktion mit Einschränkungen wieder auf.
Der Staat führte ein weitläufiges Screening durch, das vor allem konzentriert war auf Regionen, in denen sich Infektionen häuften. Bis Ende April gingen 60.000 in einem Schnellverfahren ausgebildete Mitarbeiter von Haus zu Haus und befragten sechs Millionen Menschen nach Symptomen. Insgesamt 195.000 Personen wurden in dieser Zeit getestet, positiv Getestete in häusliche Isolation oder eigens eingerichtete Bettenzentren geschickt. Ebenso wurde ein Alkoholverbot verhängt. Am 1. Mai begann eine stufenweise Lockerung der Beschränkungen.
Am 5. Juni 2020 gab der North Gauteng High Court einer Klage des Liberty Fighters Network statt, demzufolge mehrere von der Regierung erlassene Beschränkungen nicht rational begründet waren und daher rechtswidrig seien.

## Statistik
Die Fallzahlen entwickelten sich während der COVID-19-Pandemie in Südafrika wie folgt:

### Infektionen

Bestätigte Infizierte in Südafrika nach Daten der WHO. Oben kumuliert, unten Tageswerte

### Todesfälle

Bestätigte Todesfälle in Südafrika nach Daten der WHO. Oben kumuliert, unten Tageswerte

### Infektionen, Genesene und Todesfälle im Vergleich
Infektionen, Geheilte und Todesfälle (jeweils kumuliert) in Südafrika bis 20. Juni 2020
nach Daten des CSSE an der Johns Hopkins University

## Wirtschaftseinbruch im zweiten Quartal 2020
Die durch die Pandemie verursachte Weltwirtschaftskrise 2020 führte bei Südafrika im zweiten Quartal 2020 zu einem Rückgang des Bruttoinlandsprodukts um 16 % (gegenüber dem Vorjahr).

## Folgen für den Tourismus und die Tierwelt
Im Kruger-Nationalpark in Südafrika begannen 2/3 der 500 dort ansässigen Tourismusbetriebe, Angestellte (darunter auch Wildhüter) zu entlassen.
Einige Ranger-Einheiten verzeichneten eigenen Angaben zufolge einen Anstieg von Bushmeat-Wilderei, durch die sich verarmte Afrikaner ernähren können. Als Vorsichtsmaßnahme gegen Wilderei, durch die sich Wilderer zusätzlich durch den Verkauf von Jagdtrophäen finanzieren können, begannen drei Reservate in Südafrika, Nashörnern die Hörner abzusägen, damit diese nicht durch Wilderer getötet werden.

## Impfungen
Die Republik Südafrika hat eine Lieferzusage von AstraZeneca über 1,5 Millionen Impfstoffdosen, die vom Serum Institute of India (SII) produziert werden und bis Februar 2021 geliefert werden sollten. Das Deutsche Ärzteblatt kritisierte den hohen Preis.
Weil sich herausstellte, dass der Impfstoff eine zu geringe Wirksamkeit gegen die südafrikanische Virusvariante hat, sollen die gelieferten Impfdosen jedoch wieder zurückgegeben werden.